# Ophiorrhiza umbricola
Ophiorrhiza umbricola là một loài thực vật có hoa trong họ Thiến thảo. Loài này được W.W.Sm. mô tả khoa học đầu tiên năm 1920.